# Panorpa tokunoshimaensis
Panorpa tokunoshimaensis är en näbbsländeart som beskrevs av Nakamura 2009. Panorpa tokunoshimaensis ingår i släktet Panorpa och familjen skorpionsländor. Inga underarter finns listade i Catalogue of Life.